# Welsum (Dalfsen)
 Welsum  is een buurtschap in de gemeente Dalfsen, in de provincie Overijssel.
De buurtschap ligt ten oosten van Dalfsen en ten noorden van de Overijsselse Vecht.
Hoofdplaats: Dalfsen      Dorpen: Ankum · Hoonhorst · Lemelerveld · Nieuwleusen · Oudleusen

Buurtschappen: Broekhuizen · Dalfserveld · Dalmsholte (deels) · De Marshoek · De Meele · Den Hulst · Emmen · Engeland · Gerner · Hessum · Holt · Lenthe · Mataram · Millingen · Ooster-Dalfsen · Oudleusenerveld · Rechteren · Rosengaarde · Ruitenveen · Slennebroek · Strenkhaar · Vennenberg · Welsum

Voormalige gemeenten: Nieuwleusen

Overijssel · Steden en dorpen in Overijssel      Nederland · Provincies · Gemeenten